# 玉井敬之
玉井 敬之（たまい たかゆき、1929年 - ）は、日本近代文学研究者。学位は、文学博士（関西大学・論文博士・1978年）（学位論文「夏目漱石論」）。同志社大学教授・武庫川女子大学教授を歴任。

## 略歴
大阪市生まれ。関西大学文学部国文科卒。1978年「夏目漱石論」で関西大学より文学博士の学位を取得。同志社大学教授、2000年定年、武庫川女子大学教授。

## 著書
- 『夏目漱石論』桜楓社、1976
- 『漱石研究への道』桜楓社、1988、国語国文学研究叢書
- 『憂鬱なる季節』翰林書房、2000
- 『夏目漱石詩句印譜』翰林書房、2004
- 『漱石　一九一〇年代』翰林書房、2014

### 共編
- 『漱石作品論集成 第10巻 こ丶ろ』藤井淑禎共編、桜楓社、1991
- 『漱石作品論集成 第5巻 三四郎』村田好哉共編、桜楓社、1991
- 『漱石作品論集成 第8巻 彼岸過迄』坪内稔典共編、桜楓社、1991
- 『夏目漱石集「心」』木村功、鳥井正晴共編 和泉書院、1991、近代文学初出復刻
- 『1910年代の文学 明治から大正へ』小川直美,北川秋雄,村田好哉共編、翰林書房、1997、日本文学コレクション
- 『漱石から漱石へ』編 翰林書房 2000